# Aelius Donatus
Aelius Donatus levde på 300-talet och var en romersk grammatiker och lärare i retorik. Det enda faktum som är känt om hans liv är att han var lärare till Hieronymus.
Donatus var författare till en grammatik i två delar: Ars minor, även kallad ”den mindre donaten” och Ars major, ”den större donaten”. Den mindre donaten, som var en elementarbok, blev mycket spridd under medeltiden och användes även in i nyare tid. Donaterna trycktes på 1400-talet som blockböcker.
Han har också författat en, delvis ofullständig, kommentar till dramatikern Terentius, sammanställd från andra kommentarer, men förmodligen inte i sin ursprungliga form.
Donatus var en förespråkare av ett tidigt system av interpunktion, bestående av punkter placerade i tre successivt högre positioner för att indikera successivt längre pauser, vilket ungefär motsvarar de moderna kommatecken, kolon och punkt. Detta system användes fram till 600-talet, då ett mer förfinat system grundat av Isidor av Sevilla kom i användning.
Aelius Donatus ska inte förväxlas med Tiberius Claudius Donatus, också författare till en kommentar (tolkning) till Aeneiden, som levde omkring 50 år senare.